# Chiesa di San Biagio (Terzo di Aquileia)
La chiesa di San Biagio è la parrocchiale di Terzo di Aquileia, in provincia di Udine ed arcidiocesi di Gorizia; fa parte del decanato di Aquileia.

## Storia
Nella relazione della visita del 1570 dell'abate Bartolomeo da Porcia si legge che l'originaria chiesetta di Terzo si componeva di una navata completamente affrescata e ospitante tre altari, dei quali il maggiore era intitolato a san Biagio e impreziosito da una sua statua in pietra, e quelli laterali a san Pietro e alla Madonna e la facciata presentava un campanile a vela.

Dal Libro dei Morti della parrocchia numero 843, giorno 1º marzo, si apprende che in paese esisteva una chiesa vecchia di San Biagio; si può dedurre, dunque, che in quel periodo a tale cappella fosse affiancata la chiesa vera e propria, la quale divenne parrocchiale nel 1778.
I lavori di costruzione dell'attuale parrocchiale, eseguiti dall'impresa di Vincenzo Delfior, iniziarono nel 1843; la chiesa, progettata nel 1831 da Tarnoldo di Carnia, anche se un progetto era stato redatto già alla fine del XVIII secolo, e voluta dall'allora parroco don Giuseppe Calligaris, venne consacrata l'8 novembre 1846 dall'arcivescovo di Gorizia e Gradisca Francesco Saverio Luschin.
Nel 1847 fu realizzata la cantoria per l'organo e nel 1850 la chiesa venne affrescata da Sebastiano Santi; nel 1861 Pietro Iuri costruì il pulpito e nel 1892 si procedette su disegno dell'ingegner Giacomo Antonelli e ad opera del muratore cervignanese Antonio Parmeggiani, all'innalzamento del campanile con l'edificazione della nuova cella e della cupola.
Tra il 1989 e il 1990 la chiesa subì un intervento di restauro e, in tale occasione, vennero condotti sotto di essa degli scavi archeologici, in occasione dei quali fu rinvenuta parte dei muri dell'antica cappella.
Nel 1996 anche il campanile venne ristrutturato.

## Descrizione
La chiesa si presenta in stile neoclassico. La facciata è scandita da sei lesene sorreggenti il timpano sopra il quale è posta una balaustra sulla quale sono poste cinque statue.
Opere di pregio conservate all'interno sono un altare del XVIII secolo in marmo che presenta ai lati due statuette di angeli e nel paliotto un bassorilievo, ed l'affresco dell'abside raffigurante la Trinità e cori di angeli, eseguito nel XIX secolo da Sebastiano Santi.